# John Tate
John Torrence Tate Jr. (født 13. marts 1925, død 16. oktober 2019) var en amerikansk matematiker, der udmærkede sig ved at have bidraget fundamentalt til algebraisk talteori og relaterede områder inden for algebraisk geometri. I 2010 vandt han Abelprisen, der er en af de mest prestigefyldte priser til matematikere. Tate er blevet beskrevet som "en af de mest grundlæggende matematikere i et halvt århundrede" af William Beckner, formand for Department of Mathematics at the University of Texas.

## Biografi
Tate blev født i Minneapolis. Han fik en bachelor i matematik hos Harvard University og en doktorgrad hos Princeton University i 1950 som en studerende af Emil Artin. Tate underviste ved Harvard i 36 år, før han flyttede til University of Texas i 1990. Han gik på pension i 2009 og boede ved sin død i Cambridge, Massachusetts med sin kone Carol, med hvem han fik tre døtre.

## Udvalgte publikationer
- Tate, John (1950), Fourier analysis in number fields and Hecke's zeta functions, Princeton University Ph.D. thesis under Emil Artin. Reprinted in Cassels, J. W. S.; Fröhlich, Albrecht, red. (1967), Algebraic number theory, London: Academic Press, s. 305-347, MR0215665
- Lang, Serge; Tate, John (1958), "Principal homogeneous spaces over abelian varieties", American Journal of Mathematics, 80: 659-684, MR0106226
- Lubin, Jonathan; Tate, John (1965), "Formal complex multiplication in local fields", Annals of Mathematics, 81: 380-387, MR0172878
- Tate, John (1966), "Endomorphisms of abelian varieties over finite fields", Inventiones Mathematicae, 2: 134-144, MR0206004
- Tate, John (1967), "p-divisible groups",  i Springer, T. A. (red.), Proceedings of a Conference on Local Fields, Springer-Verlag, s. 158-183, MR0231827
- Artin, Emil; Tate, John (2009) [1967], Class field theory, AMS Chelsea Publishing, ISBN 978-0-821-84426-7, MR2467155
- Serre, Jean-Pierre; Tate, John (1968), "Good reduction of abelian varieties", Annals of Mathematics, 88: 462-517, MR0236190
- Tate, John (1971), "Rigid analytic spaces", Inventiones Mathematicae, 12: 257-289, MR0306196
- Tate, John (1976), "Relations between K2 and Galois cohomology", Inventiones Mathematicae, 36: 257-274, MR0429837